# Hòa Tân Đông
Hòa Tân Đông là một xã thuộc thị xã Đông Hòa, tỉnh Phú Yên, Việt Nam.

## Địa lý
Xã Hòa Tân Đông nằm ở phía tây thị xã Đông Hòa, có vị trí địa lý:
- Phía đông giáp phường Hòa Vinh và phường Hòa Xuân Tây
- Phía tây và phía nam giáp huyện Tây Hòa
- Phía bắc giáp xã Hòa Thành.

Xã Hòa Tân Đông có diện tích 22,31 km², dân số năm 1999 là 
11.954 người, mật độ dân số đạt 536 người/km².
Xã có các thôn : Cảnh Phước , Vĩnh Xuân , Phú Đa , Phú Lương , Đồng Thạnh

## Lịch sử
Địa bàn xã Hòa Tân Đông trước đây vốn là một phần xã Hòa Tân thuộc huyện Tuy Hòa.
Ngày 30 tháng 9 năm 1981, chia xã Hòa Tân thành 2 xã Hòa Tân Đông và Hòa Tân Tây.
Ngày 16 tháng 5 năm 2005, huyện Tuy Hòa chia tách thành hai huyện Đông Hòa và Tây Hòa. Xã Hòa Tân Đông thuộc huyện Đông Hòa.
Ngày 1 tháng 6 năm 2020, thành lập thị xã Đông Hòa trên cơ sở toàn bộ diện tích và dân số của huyện Đông Hòa. Xã Hòa Tân Đông thuộc thị xã Đông Hòa như hiện nay.